# Адміністративний устрій Городоцького району (Хмельницька область)
Адміністративний устрій Городоцького району — адміністративно-територіальний поділ Городоцького району Хмельницької області на 1 міську громаду, 1 селищну грмоаду та 8 сільських рад, які об'єднують 74 населені пункти та підпорядковані Городоцькій районній раді. Адміністративний центр — місто Городок.

## Список громадГородоцького району
- Городоцька міська громада
- Сатанівська селищна громада

## Список радГородоцького району
| № | Назва                       | Центр         | Населені пункти                                                       | Площа км² | Місце за площею | Населення (2001), чол. | Місце за населенням |
| - | --------------------------- | ------------- | --------------------------------------------------------------------- | --------- | --------------- | ---------------------- | ------------------- |
| 1 | Бедриковецька сільська рада | с. Бедриківці | с. Бедриківці с. Новосілка                                            | 26,360    | 24              | 1496                   | 12                  |
| 2 | Бубнівська сільська рада    | с. Бубнівка   | с. Бубнівка с. Калинівка с. Липівка                                   | 27,384    | 23              | 915                    | 22                  |
| 3 | Веселецька сільська рада    | с. Веселець   | с. Веселець с. Журавлинці с. Ліпибоки                                 | 28,440    | 20              | 705                    | 29                  |
| 4 | Кремінянська сільська рада  | с. Кремінна   | с. Кремінна с. Кремінянські Хутори                                    | 30,490    | 18              | 1152                   | 16                  |
| 5 | Курівська сільська рада     | с. Курівка    | с. Курівка с. Жаглівка с. Мартинківці с. Тарасівка                    | 27,864    | 21              | 749                    | 28                  |
| 6 | Лісоводська сільська рада   | с. Лісоводи   | с. Лісоводи с-ще Лісоводи                                             | 34,500    | 15              | 3047                   | 2                   |
| 7 | Немиринецька сільська рада  | с. Немиринці  | с. Немиринці с. Дахнівка                                              | 43,400    | 5               | 813                    | 27                  |
| 8 | Хоптинецька сільська рада   | с. Хоптинці   | с. Хоптинці с. Андріївка с. Вигнанка с. Куманів с. Підлісний Веселець | 57,270    | 4               | 1315                   | 13                  |

* Примітки: м. — місто, с-ще — селище, смт — селище міського типу, с. — село